# Đake
Đake (cyr. Ђаке) – wieś w Serbii, w okręgu toplickim, w gminie Kuršumlija. W 2011 roku liczyła 48 mieszkańców.